# Rehaupal
Rehaupal è un comune francese di 199 abitanti situato nel dipartimento dei Vosgi nella regione del Grand Est.

## Società

### Evoluzione demografica
Abitanti censiti